# Het laatste bedrijf
Het laatste bedrijf is een roman uit 1937 van de Nederlandse schrijfster Madelon Székely-Lulofs, uitgegeven door Elsevier in Amsterdam.
In 1938 verscheen een Zweedse vertaling. Een Hongaarse vertaling (titel : Utolso Kiserlet) kwam uit in 1944 en was vertaald door Lászlo Székely. In 1946 verscheen een Tsjechische vertaling. In 1950 verscheen de Franse vertaling onder de titel Troisiéme acte.
In 1950 verscheen een bewerkte herdruk onder de titel Weerzien in Boedapest, uitgegeven door Het Wereldvenster in Amsterdam. De wijzigingen in deze bewerkte versie zijn minimaal.

## Verhaal
Eendracht maakt macht: Twee mannen en een handige zakenvrouw. Samen zouden ze gunstig toegerust moeten zijn voor de strijd om het bestaan.
De 38-jarige kunstschilder George Gerö keert terug naar zijn geboorteplaats Boedapest. Hij heeft 4 jaar lang in Parijs gewoond. Wanneer de maandelijkse toelage van zijn oudere broer Ferri stopt, kan hij het financieel niet meer redden. Het was zijn winstaandeel uit het familiebedrijf, een grote parfumeriezaak in Boedapest. Maar de zaak is bijna failliet en het pand staat leeg. Na een ruzie met zijn vriendin in Parijs besluit George om terug te keren naar Boedapest. Hij vestigd zich daar in een goedkoop hotel. Hij belt Ferri en deze komt hem opzoeken op zijn hotelkamer. De broers houden veel van elkaar. Geen van beiden zijn ze opgewassen tegen het leven. Ferri is oud geworden, verzwakt en terneergeslagen. De huur voor de parfumeriezaak was niet meer te betalen en de zaak is sinds een half jaar verhuisd naar een andere locatie, maar ook dit zaakje is nu bijna failliet. De vrouw van Ferri is overleden en sinds kort woont hij samen met Bella, een energieke, intelligente en handige 40-jarige zakenvrouw. 's Avonds gaat George op bezoek bij Ferri en Bella in hun armoedige appartement. Bella is zeer gecharmeerd van George. Maar ze heeft hem ook nodig. De parfumeriezaak is definitief failliet en Bella zoekt nu naar andere wegen om geld te verdienen. Ze wil een kunsthandel beginnen met schilderijen van George als voornaamste attractie. George stemt toe en hij geeft haar het geld dat hij heeft meegenomen uit Parijs. Het is niet veel maar als startkapitaal is dit voor Bella voldoende. En bijna alles gaat op afbetaling. 
Ze verhuizen naar een goedkoper appartement waar ze met z'n drieën gaan wonen. George heeft daar zijn eigen atelier met zicht op de Donau. George kan dan rustig gaan schilderen en Bella zorgt voor de zakelijke kant. Op de openingsdag van de kunsthandel wordt een duur schilderij van George verkocht. Intussen is Bella verliefd geworden op George. Hij is ook gek op haar en ze beginnen heimelijk een seksuele verhouding. Ferri komt daar achter maar hij accepteert het omdat hij veel van George houdt en niet van Bella. Na de opening wordt het stil in de zaak. Sinds vijf weken is er niets meer verkocht. Ze komen in financiële problemen en Bella dringt er bij George op aan om ook op bestelling te gaan schilderen. Met grote tegenzin besluit hij om in opdracht te gaan schilderen. Maar hij houdt niet werkelijk van Bella en er komen steeds meer ruzies en ergernissen. Maar zowel George als Ferri hebben Bella nodig. Intussen wordt de kunsthandel onbetaalbaar en het wordt al gauw duidelijk dat de zaak  moet worden opgedoekt en dat ze moeten proberen om alleen van bestellingen te leven.